# 1989 (Taylor's Version)
1989 (Taylor's Version) é o quarto álbum regravado pela artista musical estadunidense Taylor Swift, lançado em 27 de outubro de 2023, através da gravadora Universal Music Group. Em 2019, Swift entrou em uma disputa com sua antiga gravadora, a Big Machine Records, acerca da posse dos direitos das gravações originais (masters) de seus seis primeiros álbuns de estúdio. Como uma medida para adquirir total controle dos direitos, ela decidiu regravar e lançar os álbuns novamente. 1989 (Taylor's Version) é a regravação de seu quinto álbum de estúdio, 1989, lançado originalmente em 2014. Swift colaborou com Jack Antonoff e Christopher Rowe na produção da maioria das faixas, contando novamente com a contribuição dos colaboradores originais Ryan Tedder, Noel Zancanella, Shellback e Imogen Heap.
Em termos musicais, 1989 (Taylor's Version) é principalmente um álbum synth-pop inspirado nos anos 80, constituído por sintetizadores e percussão programada. É composto por 21 faixas, contendo versões regravadas de 16 canções da edição deluxe de 1989 e cinco faixas inéditas, denominadas "From The Vault", que não entraram no lançamento original. As edições estendidas do álbum também apresentam as versões regravadas de "Sweeter Than Fiction", da trilha sonora de One Chance (2013), e do remix de "Bad Blood" (2015) com participação do rapper Kendrick Lamar.
1989 (Taylor's Version) recebeu análises geralmente positivas dos críticos musicais, que destacaram os vocais de Swift, a produção sonora e as faixas inéditas. Comercialmente, o álbum também foi bem recebido, quebrando recordes de streams e liderando as paradas em 14 países. Nos Estados Unidos, o álbum registrou a maior semana de vendas da carreira de Swift, marcando o seu 13º número um na Billboard 200, foi o seu sexto álbum a vender mais de um milhão de cópias na primeira semana, estendendo seu recorde, além de representar a semana de vendas mais alta de vinil do século XXI, tornando-se o mais vendido de 2023. Os singles "Slut!" e "Is It Over Now?" foram enviados para as rádios italianas e estadunidenses em 27 e 31 de outubro, respectivamente.

## Antecedentes

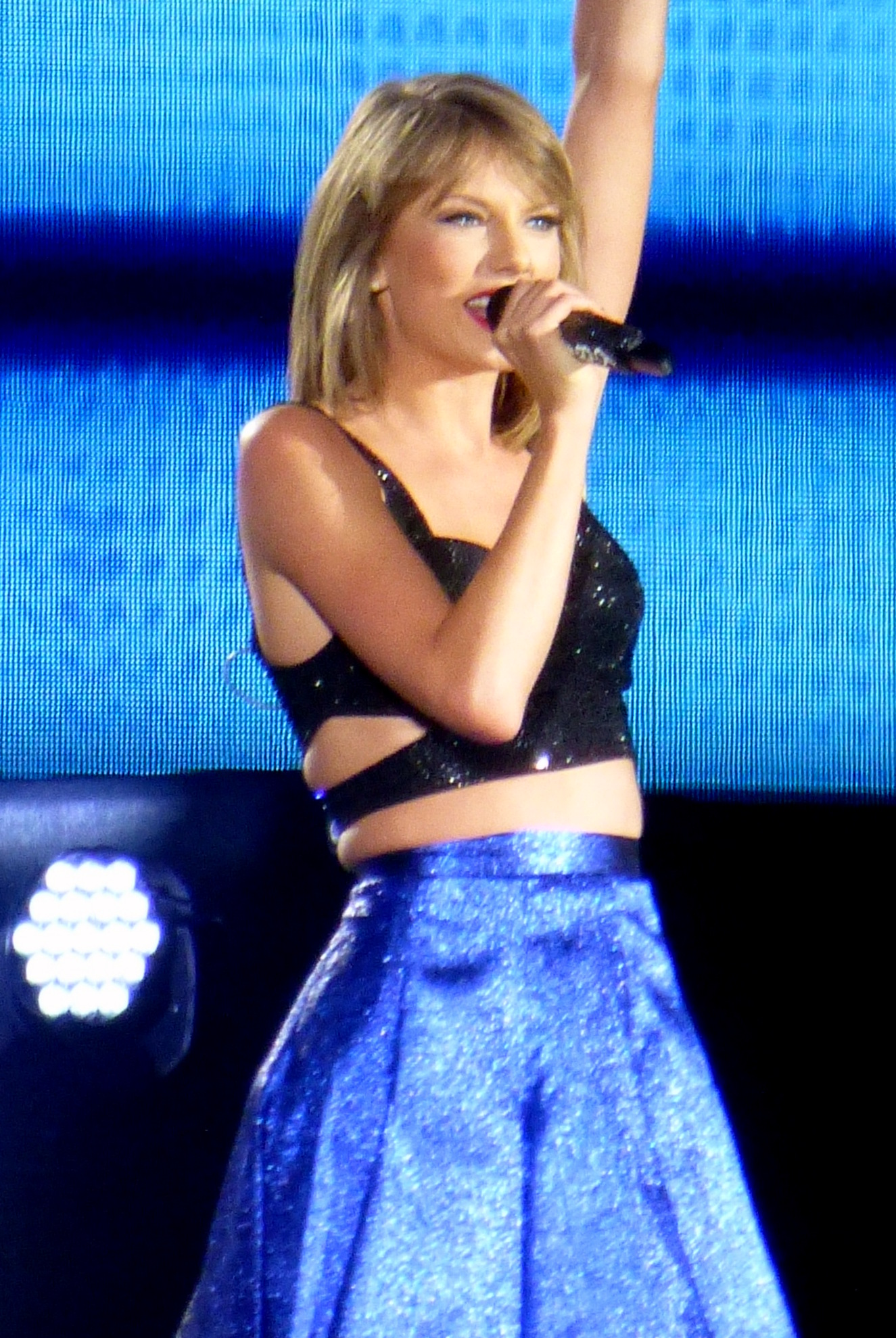
Swift se apresentando na The 1989 World Tour, a turnê de maior bilheteria de 2015.

Taylor Swift lançou seu quinto álbum de estúdio, 1989, em 27 de outubro de 2014, através da gravadora Big Machine Records. A musicalidade synth-pop apresentada na obra estabeleceu a saída oficial da artista dos estilos country de seus discos anteriores. O álbum foi recebido de forma positiva por críticos de música. Também obteve um desempenho comercial bastante positivo, vendendo mais de 1,287 milhão de cópias em sua primeira semana nos Estados Unidos. Três de seus singles—"Shake It Off", "Blank Space" e "Bad Blood"—alcançaram o número um na parada Billboard Hot 100. Swift se tornou a primeira artista a ter três álbuns, cada um vendendo um milhão de cópias na primeira semana. 1989 foi o primeiro álbum lançado em 2014 a vender um milhão de cópias e liderou a parada Billboard 200 por 11 semanas não consecutivas. Na 58.ª edição do Grammy Awards (2016), ele ganhou o prêmio de Álbum do Ano e Melhor Álbum Vocal de Pop, fazendo de Swift a primeira artista feminina a vencer Álbum do Ano duas vezes.
De acordo com seu contrato de treze anos de exclusividade com a Big Machine, Swift lançou seis álbuns de estúdio sob o selo de 2006 a 2017. No final de 2018, o contrato com a gravadora expirou; portanto, ela saiu da Big Machine e assinou um novo contrato de gravação com a Republic Records, uma divisão da Universal Music Group, que lhe garantiu os direitos para possuir as masters de novas músicas que lançaria. Em 2019, o empresário norte-americano Scooter Braun e sua empresa Ithaca Holdings adquiriram a Big Machine. Como parte da aquisição, a propriedade das masters dos primeiros seis álbuns de estúdio de Swift foi transferida para Braun. Em agosto de 2019, Swift denunciou a compra do selo por Braun e anunciou que voltaria a gravar seus primeiros seis álbuns de estúdio, a fim de possuir seus masters. Em novembro de 2020, Braun vendeu as masters à Shamrock Holdings, uma empresa de capital privado norte-americana de propriedade da Disney sob as condições de que a Braun e a Ithaca Holdings continuarão a se beneficiar financeiramente dos álbuns. Swift começou a série de regravações em novembro de 2020. Fearless (Taylor's Version), o primeiro de seus seis álbuns regravados, foi lançado em 9 de abril de 2021, seguido por Red (Taylor's Version) em 12 de novembro de 2021, e Speak Now (Taylor's Version) em 7 de julho de 2023; todos alcançaram sucesso crítico e comercial, debutando no topo da parada Billboard 200.

## Composição

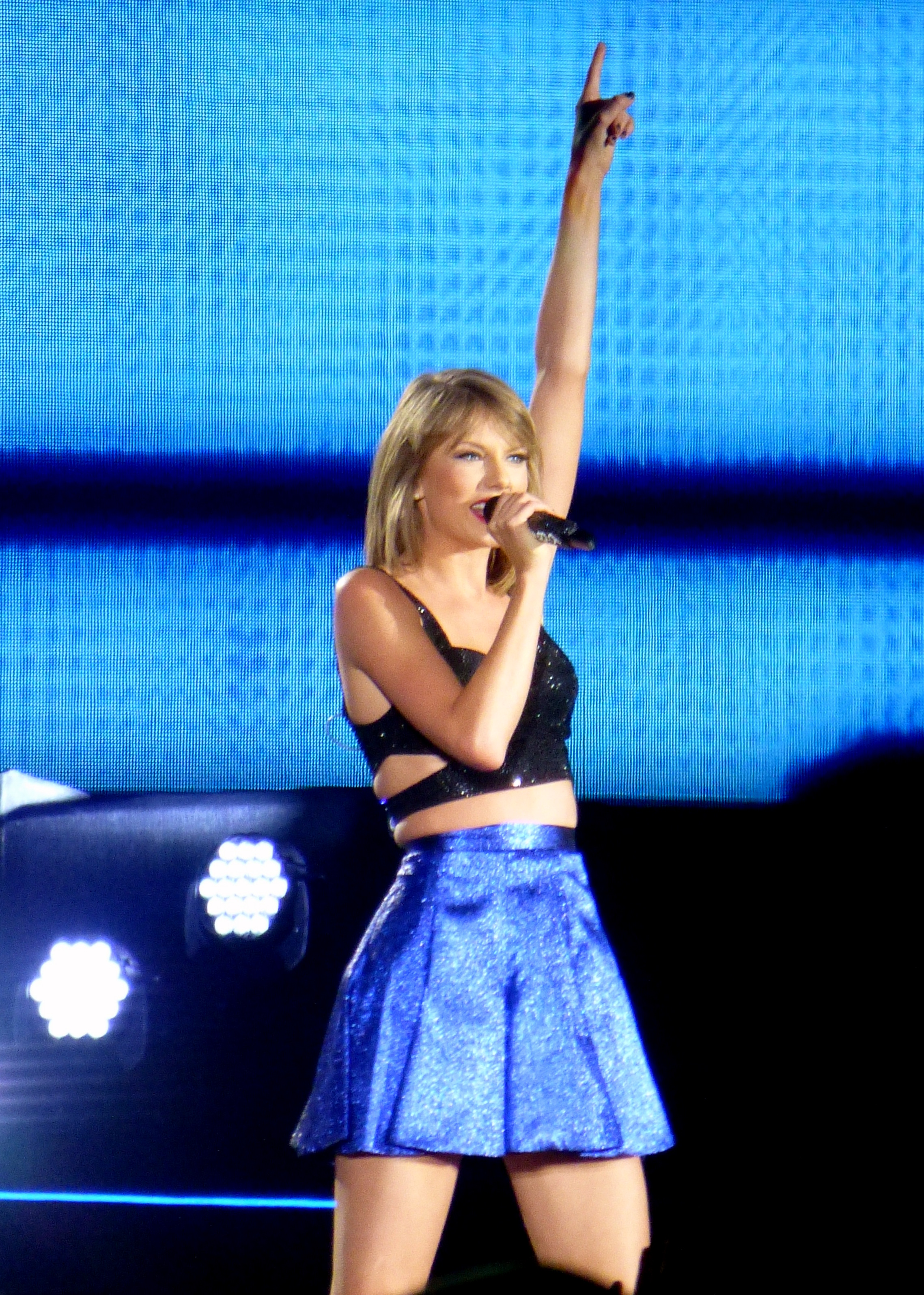
Taylor Swift 1989 Tour at Ford Field in Detroit, 5/30/15

A edição padrão de 1989 (Taylor's Version) apresenta 21 faixas, incluindo regravações das 13 faixas da edição padrão de 1989, bem como das três faixas bônus da edição deluxe original, e cinco faixas inéditas do "From the Vault", que foram originalmente escritas para o álbum de 2014, mas não chegaram à lista final de faixas. As regravações do remix de "Bad Blood" (2015), com participação do rapper norte-americano Kendrick Lamar, e "Sweeter Than Fiction" (2013), uma faixa que Swift e Jack Antonoff contribuíram para a trilha sonora de One Chance (2013), foram incluídas nas edições estendidas de 1989 (Taylor's Version) como faixas bônus.
A maioria das faixas regravadas foram produzidas por Swift e Christopher Rowe. As restantes contaram com a co-produção dos produtores originais, incluindo Antonoff, Ryan Tedder, Noel Zancanella e Imogen Heap. O produtor sueco Shellback, que colaborou em várias faixas da gravação original de 2014 junto com Max Martin, produziu "Wildest Dreams (Taylor's Version)" ao lado de Swift e Rowe, enquanto Max Martin não esteve envolvido na produção da regravação. Todas as faixas do "From the Vault" foram escritas e produzidas por Swift e Antonoff, com exceção de "Say Don't Go", co-escrita pela compositora norte-americana Diane Warren.

### Conteúdo e estrutura musical
1989 (Taylor's Version) é predominantemente derivado do synth-pop. Sua sonoridade é constituída por melodias sinuosas, sintetizadores vibrantes e percussões marcantes. De acordo com a NME, o álbum representa um synth-pop dos anos 1980 com um som distinto, evitando imitar de "forma clichê" as influências retrô. Vários críticos notaram que a principal diferença sonora entre 1989 e 1989 (Taylor's Version) está nos vocais de Swift, que se tornaram tecnicamente mais fortes e expressivos ao longo do tempo. Conforme observado pela Clash, a regravação possui uma instrumentação "mais limpa", com os vocais de Swift sendo "alguns dos melhores até agora". O crítico da Slant Magazine, Jonathan Keefe, destacou pequenas alterações: o som do clique de uma caneta em "Blank Space" que agora se assemelha menos ao movimento da ponta de uma esferográfica, o gancho vocal "ah-ah-ah" de "New Romantics" que ficou mais staccato, o reverb mais proeminente em "Out of the Woods" e a modificação no timbre da guitarra em "Style". Ao contrário das regravações anteriores de Swift, "1989 (Taylor's Version)" não conta com novos vocalistas convidados.

#### Canções "From the Vault"
Diversos críticos destacaram que as sonoridades das cinco faixas do "From the Vault" é relevante para a sonoridade inspirada nos anos 1980 presente no álbum original 1989. Segundo Kelsey Barnes, do The Line of Best Fit, essas faixas do "From the Vault" exploram diferentes subgêneros do pop, semelhantes ao que foi apresentado nas gravações de 2014. No entanto, Chris Willman, da Variety, observou que alguns elementos de produção das faixas do "From the Vault" parecem ter sido influenciados pelo décimo álbum de estúdio de Swift, Midnights (2022).
"Slut!", cujo título faz referência ao slut-shaming que Swift enfrentou como figura pública ao longo dos anos, trata de um relacionamento romântico do qual Swift se orgulha, sem se preocupar com a opinião dos outros. A faixa é uma balada pop de ritmo lento e "sonhador", caracterizada por sintetizadores cintilantes e uma variedade de instrumentos. "Say Don't Go" é uma canção intensa sobre sentimentos românticos profundos, com um refrão grandioso e padrões vocais isolados. Swift canta sobre a partida de um amante ao som de batidas de bateria "estrondosas". "Now That We Don't Talk" é a canção mais curta na discografia de Swift, apresentando seu falsete "suspirante", enquanto ela deixa para trás a tristeza amorosa.
"Suburban Legends" descreve um romance esperançoso, mas infrutífero, com acordes animados e um final que se dissipa em sintetizadores, criando uma atmosfera reminiscente de "sinos de vento", de acordo com Jeff Nelson da People. "Is It Over Now?" é uma faixa introspectiva que relata o fim de um relacionamento, explorando erros cometidos por ambos os parceiros e sentimentos de "assuntos não resolvidos", "memórias cruéis" e confissões. Musicalmente, a canção é construída em torno de uma "amostra estranha e aguda" no refrão, com uma entrega vocal sem fôlego que transmite uma sensação de urgência sobre batidas de bateria estáveis, enfatizada por rimas internas densas e compactas.

## Lançamento e promoção
Swift começou a especular 1989 (Taylor's Version) com o lançamento de "Wildest Dreams (Taylor's Version)" em 17 de setembro de 2021, aproveitando uma tendência viral no TikTok relacionada à gravação original da faixa de 2014. "This Love (Taylor's Version)" foi lançada em plataformas digitais em 6 de maio de 2022. Um trecho de "Bad Blood (Taylor's Version)" foi apresentado no filme de animação DC Liga dos Super Pets de 2022. O videoclipe de "I Can See You" lançado em 2023 continha vários easter eggs que sugeriram a regravação de 1989. Um trailer do filme Patos! com "Out of the Woods (Taylor's Version)" estreou nos cinemas duas semanas antes do lançamento de 1989 (Taylor's Version).

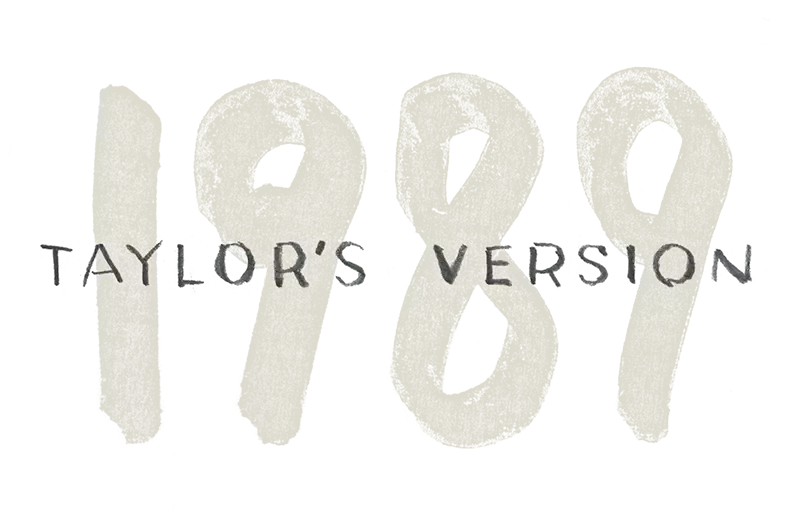
A regravação contém o título original e o subtítulo adicional "Taylor's Version"

Durante o penúltimo show da sexta turnê de Swift, a The Eras Tour, realizado em Los Angeles, fãs notaram que, ao término da apresentação, as pulseiras de LED piscaram em azul cinco vezes. No último show da primeira parte norte-americana da turnê, em 9 de agosto, Swift deixou vários indícios relacionados ao anúncio de 1989 (Taylor's Version): as roupas nos blocos de Speak Now, Folklore, acústico e do próprio 1989 foram alteradas para a cor azul; o site oficial de vendas apresentou um layout com céu azul e gaivotas durante a performance da era; além disso, o título do álbum foi iluminado no teto do SoFi Stadium. Swift confirmou 1989 (Taylor's Version) como sua próxima regravação antes da apresentação do bloco acústico, com o lançamento marcado para 27 de outubro de 2023, exatamente nove anos após o lançamento original de 1989.
Em 19 de setembro de 2023, Swift compartilhou um breve vídeo nas redes sociais apresentando os caracteres "T-S-!-U-L" emergindo de um cofre azul, o que foi considerado pelos fãs e jornalistas como um teaser para uma das cinco faixas "From the Vault". Em uma parceria com o Google Busca, ela lançou um recurso para resolver quebra-cabeças de palavras, revelando os títulos das faixas "From the Vault". Ao pesquisar por "Taylor Swift", surgia uma animação de um cofre azul que, ao ser clicado, exibia 89 quebra-cabeças, alguns com dicas. Os títulos das faixas seriam oficialmente revelados após 33 milhões de quebra-cabeças resolvidos globalmente. Apesar de o recurso ter enfrentado problemas horas após o lançamento, atingiu a marca de 33 milhões em menos de um dia. Quatro dos cinco títulos das faixas "vault" foram revelados: "Is It Over Now?", "Now That We Don't Talk", "Say Don't Go" e "Suburban Legends". Pouco depois, Swift divulgou as contra capas do álbum, contendo a lista completa de faixas, confirmando "Slut!" como a faixa restante do cofre.
1989 (Taylor's Version) foi finalmente lançado em 27 de outubro de 2023, marcando a quarta regravação de Swift. Foi disponibilizada em serviços de streaming, bem como em formatos físicos como fita cassete, CD e vinil. Uma edição deluxe foi disponibilizada em serviços de streaming algumas horas depois, contendo o remix regravado de "Bad Blood" com participação de Kendrick Lamar como faixa bônus. O álbum foi disponibilizado em quatro edições de CD, cada uma com capas, pôsteres ou fotografias diferentes, além de cinco variantes de vinil. Um desses variantes é um deluxe exclusivo da Target, que contém "Sweeter than Fiction (Taylor's Version)". A Universal Music Group enviou "Slut!" para as rádios italianas em 27 de outubro, enquanto "Is It Over Now?" impactou as rádios pop estadunidenses em 31 de outubro.

## Vazamentos
Em 19 de outubro, menos de 1 semana para seu lançamento, fãs notaram que a plataforma Instagram acabou vazando acidentalmente os três primeiros minutos quase que completos de "Blank Space (Taylor's Version)" através de um áudio do recurso "reels".

## Recepção da critica
1989 (Taylor's Version) foi recebido com ampla aclamação da crítica. No Metacritic, o álbum recebeu uma pontuação média ponderada de 90 de 100, com base em 15 resenhas, indicando "aclamação universal".
Hollie Geraghty da NME, Neil McCormick do The Daily Telegraph e Ludovic Hunter-Tilney do Financial Times citaram o 1989 (Taylor's Version) como o melhor disco de Swift; Geraghty argumentou que o álbum consiste em "belters deliciosamente polidos", enquanto McCormick o chamou de um remake "impecável" e indistinguível com novas faixas "hábeis e inteligentes". Hunter-Tilney disse que o álbum documenta "a idade adulta jovem, o período mais estimulante e cheio de erros da vida de uma pessoa, no cenário altamente elaborado da música pop perfeita". Will Hodgkinson do The Times apelidou o álbum de "pop masterclass". Ed Power do i descreveu-o como um LP "brilhante, ousado, inteligente e cativante", exibindo o melhor das composições efervescentes de Swift.
Kelsey Barnes, escrevendo para o The Line of Best Fit, descreveu o álbum como "elegante paixão pop" e observou que não há mudanças chocantes na regravação, "na verdade, os vocais de Swift estão mais poderosos e vigorosos do que nunca." Rachel Aroesti do The Guardian descreveu o desempenho vocal de Swift como "mais rico e maduro, mas dificilmente perturbador" e sentiu que as faixas pertinentes do vault adicionam mais profundidade a um clássico. Os críticos da Rolling Stone, Angie Martoccio e Mark Sutherland, elogiaram a voz mais rica de Swift e as faixas do vault; Martoccio afirmou, 1989 não foi criticado seriamente por muitos "guardiões culturais" do rock, como Pitchfork em 2014, mas seu Taylor's Version "brilha muito mais", enquanto Sutherland disse que 1989 poderia ter sido o "maior álbum pop de 1989" e o Taylor's Version "poderia muito bem ser o melhor álbum pop de 2023".
Alex Berry do Clash admirou as "requintadas" faixas 'From the Vault' que continuam a paisagem sonora de 1989. Na mesma linha, a crítica do Paste, Elizabeth Braaten, proclamou que as faixas 'From the Vault' fizeram do 1989 (Taylor's Version) o melhor álbum regravado de Swift até agora. Alex Hopper, do American Songwritter, chamou o álbum de "surpreendentemente atemporal", dizendo que soa tão novo quanto em 2014, apesar de seus elementos retrô. Por outro lado, Adam White do The Independent escreveu que a ausência de Martin como produtor e os vocais aprimorados de Swift perdeu a "tensão" crua de 2014, e tornaram a regravação um clássico pop "diminuído". No entanto, White acrescentou que o álbum ainda é uma "grandeza intocável". No Pitchfork, Shaad D'Souza comentou que o álbum é "uma entrada artisticamente menor" no catálogo de Swift, mas "extremamente durável", com as faixas 'From the Vault' sendo desanimadoras em comparação com o álbum original, mas adicionando mais "profundidade e contexto".

## Desempenho comercial
1989 (Taylor's Version) se tornou a regravação de maior sucesso de Taylor Swift. Ele recebeu o maior número de streams em um único dia globalmente para um álbum no Spotify em 2023 e o segundo maior para um álbum de todos os tempos, atrás do próprio Midnights (2022), acumulando 176 milhões de streams em todo o mundo. Swift também quebrou seu próprio recorde de maior quantidade de streams do Spotify para um artista em um dia, ganhando mais de 260 milhões de streams em toda a sua discografia. Em seu dia de abertura, 1989 (Taylor's Version) ultrapassou o Midnights na Amazon Music como o álbum mais transmitido globalmente da plataforma em um único dia. Em sua semana de estreia, tornou-se o álbum mais transmitido da Amazon Music em uma única semana.
Nos Estados Unidos, o 1989 (Taylor's Version) vendeu 250.000 álbuns em seu dia de lançamento, e mais de um milhão de álbuns em seu quinto dia, marcando o décimo álbum de Swift a vender 500.000 cópias em uma única semana e o sexto álbum a vender um milhão. O álbum também quebrou dois recordes estabelecidos por Midnights ao se tornar o álbum mais vendido de 2023 e obteve a maior semana de vendas de vinil desde o início das gravações em 1991, vendendo 580.000 LPs em seis dias.
No Reino Unido, 1989 (Taylor's Version) obteve a maior semana de abertura de qualquer álbum em 2023 em três dias de acompanhamento, com 148.000 unidades. Ele estreou em primeiro lugar na UK Albums Chart com 184.000 unidades, das quais 62.000 eram LPs de vinil, dobrando a abertura de seu homólogo de 2014 para se tornar o álbum de vinil mais vendido de 2023. 1989 (Taylor's Version) também marcou a expansão do recorde de Swift. 11º álbum número um da carreira no Reino Unido. Na parada de singles do Reino Unido, "Is It Over Now?", "Now That We Don't Talk" e "Slut!" alcançaram posições de números um, dois e cinco, respectivamente.
Na Austrália, 1989 (Taylor's Version) estreou no topo da ARIA Albums Chart sendo o 12º álbum de Swift número um no país, marcando a melhor semana de abertura de sua carreira, a maior semana para qualquer álbum desde 2017 e a maior semana de vendas de vinil no história do país. Oito músicas do álbum ficaram simultaneamente no top 10 da ARIA Singles Chart, ocupando completamente os quatro primeiros lugares.
<table border = billboard 200
Caption table

## Lista de faixas
| 1989 (Taylor's Version) — Edição padrão |                              |                                         |                                  |         |  |
| N.º                                     | Título                       | Compositor(es)                          | Produtor(es)                     | Duração |  |
| 1.                                      | "Welcome to New York"        | Taylor Swift · Ryan Tedder              | Swift · Tedder · Noel Zancanella | 3:32    |  |
| 2.                                      | "Blank Space"                | Swift · Max Martin · Shellback          | Swift · Christopher Rowe         | 3:51    |  |
| 3.                                      | "Style"                      | Swift · Martin · Shellback · Ali Payami | Swift · Rowe                     | 3:51    |  |
| 4.                                      | "Out of the Woods"           | Swift · Jack Antonoff                   | Swift · Antonoff                 | 3:55    |  |
| 5.                                      | "All You Had to Do Was Stay" | Swift · Martin                          | Swift · Rowe                     | 3:13    |  |
| 6.                                      | "Shake It Off"               | Swift · Martin · Shellback              | Swift · Rowe                     | 3:39    |  |
| 7.                                      | "I Wish You Would"           | Swift · Antonoff                        | Swift · Antonoff                 | 3:27    |  |
| 8.                                      | "Bad Blood"                  | Swift · Martin · Shellback              | Swift · Rowe                     | 3:31    |  |
| 9.                                      | "Wildest Dreams"             | Swift · Martin · Shellback              | Swift · Rowe · Shellback         | 3:40    |  |
| 10.                                     | "How You Get the Girl"       | Swift · Martin · Shellback              | Swift · Rowe                     | 4:07    |  |
| 11.                                     | "This Love"                  | Swift                                   | Swift · Rowe                     | 4:10    |  |
| 12.                                     | "I Know Places"              | Swift · Tedder                          | Swift · Tedder · Zancanella      | 3:15    |  |
| 13.                                     | "Clean"                      | Swift · Imogen Heap                     | Swift · Heap                     | 4:31    |  |
| 14.                                     | "Wonderland"                 | Swift · Martin · Shellback              | Swift · Rowe                     | 4:05    |  |
| 15.                                     | "You Are in Love"            | Swift · Antonoff                        | Swift · Antonoff                 | 4:27    |  |
| 16.                                     | "New Romantics"              | Swift · Martin · Shellback              | Swift · Rowe                     | 3:50    |  |
| 17.                                     | "Slut!""                     | Swift · Antonoff · Patrik Berger        | Swift · Antonoff · Berger        | 3:00    |  |
| 18.                                     | "Say Don't Go"               | Swift · Diane Warren                    | Swift · Antonoff                 | 4:39    |  |
| 19.                                     | "Now That We Don't Talk"     | Swift · Antonoff                        | Swift · Antonoff                 | 2:26    |  |
| 20.                                     | "Suburban Legends"           | Swift · Antonoff                        | Swift · Antonoff                 | 2:51    |  |
| 21.                                     | "Is It Over Now?"            | Swift · Antonoff                        | Swift · Antonoff                 | 3:49    |  |
| Duração total:                          | Duração total:               | Duração total:                          | Duração total:                   | 77:49   |  |

| 1989 (Taylor's Version) — Faixa bônus da edição Tangerine |                        |                  |                  |         |  |
| N.º                                                       | Título                 | Compositor(es)   | Produtor(es)     | Duração |  |
| 22.                                                       | "Sweeter Than Fiction" | Swift · Antonoff | Swift · Antonoff | 3:54    |  |
| Duração total:                                            | Duração total:         | Duração total:   | Duração total:   | 81:43   |  |

| 1989 (Taylor's Version) — Faixa bônus da edição Deluxe |                                           |                                    |                |         |  |
| N.º                                                    | Título                                    | Compositor(es)                     | Produtor(es)   | Duração |  |
| 22.                                                    | "Bad Blood" (com part. de Kendrick Lamar) | Swift · Lamar · Martin · Shellback | Swift · Rowe   | 3:20    |  |
| Duração total:                                         | Duração total:                            | Duração total:                     | Duração total: | 81:09   |  |

| 1989 (Taylor's Version) — Faixa bônus da edição Deluxe + |                            |                       |                       |         |  |
| N.º                                                      | Título                     | Compositor(es)        | Produtor(es)          | Duração |  |
| 23.                                                      | "Slut!"" (Versão acústica) | Swift Antonoff Berger | Swift Antonoff Berger | 3:00    |  |
| Duração total:                                           | Duração total:             | Duração total:        | Duração total:        | 84:09   |  |